# Dead by Daylight
Dead by Daylight (с англ. — «Мертвы к рассвету») — асимметричная многопользовательская компьютерная игра в жанре survival horror с видом от первого и третьего лица, разработанная канадской студией Behaviour Interactive и впервые выпущенная для Windows в 2016 году. В последующие годы игра была портирована на игровые приставки PlayStation 4, Xbox One; осенью 2019 года состоялся выход игры для Nintendo Switch; весной 2020 года игра была выпущена на Android и iOS.
В игре, вдохновлённой темами и образами киножанра слэшеров, команда от одного до четырёх игроков-«выживших» противостоит на ограниченной карте пятому игроку-«убийце»; выжившие безоружны и не могут сражаться с убийцей — они должны прятаться, убегать и помогать друг другу. Выжившие выигрывают матч, если им удастся завести 5 генераторов и открыть ворота через которые можно покинуть карту, убийца — если ему удастся поймать всех выживших и повесить их на крюки, принеся в жертву зловещей «Сущности». Dead by Daylight предоставляет игрокам на выбор ряд тематических карт, выживших и убийц, различающихся уникальными способностями.
Непосредственно после выпуска Dead by Daylight получила посредственные оценки критики: обозреватели считали игру оригинальной и атмосферной, но критиковали многочисленные технические ошибки, непродуманность механик сетевой игры и однообразие геймплея. На протяжении последующих лет студия Behaviour Interactive улучшала и дополняла игру, и ей удалось добиться коммерческого успеха — на 2019 год было продано свыше 5 миллионов копий. Помимо ряда оригинальных, созданных специально для Dead by Daylight персонажей и карт, для игры выпускались загружаемые дополнения с лицензированными персонажами и местностями из различных фильмов ужасов и видеоигр, таких, как «Хэллоуин», «Техасская резня бензопилой», «Кошмар на улице Вязов», «Крик», «Очень странные дела», «Сайлент Хилл», «Обитель зла», «Восставший из ада», «Пила», «Чужой», «Детские игры», «Звонок», «Дракула», «Токийский гуль» и «Пять ночей "У Фредди"», которые доступны для покупки исключительно за реальную валюту.

## Игровой процесс
Группа выживших из четырёх человек и убийца появляется на случайной локации (если не была выбрана иная с помощью игровых подношений). Убийца и выжившие всегда появляются далеко друг от друга. Целью выживших является нахождение и починка пяти генераторов и последующий побег за пределы карты (через одни из двух ворот или через люк, который открывается, если жертва остаётся одна). Во время починки генераторов время от времени возникает мини-игра с проверкой реакции, провалив которую выживший взорвёт генератор, оповестив убийцу о местонахождении и откатив тем самым прогресс ремонта. Другой игрок, являющийся убийцей, должен находить, преследовать и убивать выживших путём повешения на крюк или своими руками (при определённых условиях, одним из которых является взятие подношения Memento mori). Для убийства необходимо повесить жертву трижды: при этом на первой стадии выживший можно попытаться спрыгнуть с крюка, а на второй должен проходить мини-игру на реакцию. Во время нахождения на крюке на 1 и 2 стадиях идёт обратный отсчёт, по окончании которого выживший переходит в следующую фазу. Выжившие могут снимать друг друга с крюков, обезвреживать и ломать крюки и ловушки, вытаскивать жертву из ловушек, лечить раненого без аптечки, а себя либо с аптечкой, либо с помощью навыка «Сам себе доктор», без аптечки.
Когда убийца приближается к выжившему, жертва слышит сердцебиение и устрашающую мелодию. Чем ближе убийца, тем быстрее бьётся сердце у выжившего, что даёт последнему возможность сбежать или спрятаться. Выжившие могут использовать различные объекты на карте — окна для быстрого прыжка, шкафы для маскировки, деревянные доски («паллеты», от англ. pallets), которые можно скидывать, чтобы оглушить и тем самым замедлить маньяка. Убийца в свою очередь видит через всю карту взрыв от неудачной починки генератора, поломки активированного тотема, срабатывание ловушек и капканов, снятие выжившего с крюка, быстрые прыжки через окна и преграды, опрокидывания деревянных досок, быстрые прыжки в шкафчики и случаи с провалом проверки реакции. Контуры выживших и убийцы (так называемая «аура») при использовании определённых навыков и в некоторых ситуациях могут быть видимы через препятствия, иногда — по всей карте.
У каждого выжившего и убийцы есть три персональных навыка, связанных с их историями. Каждый убийца обладает своей особой силой (в дополнение к обычной атаке, одинаковой у всех убийц), меняющей геймплей — так, персонаж Охотник может ставить капканы, Чума — заражать выживших своей рвотой, Каннибал — резать бензопилой, и так далее. Персонажи прокачиваются в кровавой паутине (англ. Bloodweb), тратя очки крови (основная игровая валюта) на получения предметов, навыков, улучшений и подношений Сущности. Подношения могут быть использованы только единожды и пропадают после игры в любом случае. Предметы, улучшения, подношения и навыки бывают 5 видов редкости — обычные, необычные, редкие, очень редкие, ультраредкие. Начиная с 10 уровня, в кровавой паутине появляется сущность (англ. Entity) — существо, которое берёт жертвоприношения убийц (конечности, которые протыкают жертву на крюке), она «съедает» некоторые узлы предметов/улучшений/подношений и навыков до того, как их получает игрок. Этот факт может использоваться игроком для ускоренного получения новых уровней. По достижении 50 уровня паутина сбрасывается, а игрок получает новый уровень престижа. За достижение 1-3 уровней престижа личные навыки данного персонажа добавляются в инвентарь всех других выживших или убийц, последующие уровни дают предметы кастомизации для данного персонажа (одежду, оружие и амулеты).

## Разработка и выпуск
Информация об игре появилась в Steam 4 февраля 2016 года. На протяжении нескольких месяцев разработчики публиковали информацию об игре и скриншоты, а 31 мая 2016 года началось бета-тестирование. Оно продлилось до 12 июня 2016 года. Окончательно игра была выпущена 14 июня 2016 года.
19 июня 2019 года Behavior Interactive объявила о своём намерении выпустить бесплатную версию Dead by Daylight для iOS и Android. Была сформирована новая команда разработчиков, которая занялась оптимизацией игры для мобильных устройств. Игру первоначально планировалось запустить в 2019 году, однако разработчикам пришлось перенести релиз на 2020 год, сославшись на то, что им нужно больше времени для работы над ошибками и оптимизацией. 16 апреля 2020 года игра была выпущена на Android и iOS.
В 2022 году Behaviour Interactive объявили о прекращении продаж игры на территории России и Беларуси.

## Дополнения

### Главы
| Название                  | Дата выхода      | Убийца            | Выживший                         | Карта                                                  |
| ------------------------- | ---------------- | ----------------- | -------------------------------- | ------------------------------------------------------ |
| The Last Breath           | 18 августа 2016  | Медсестра         | Нея Карлссон                     | Отделение для буйных (Психлечебница Кротус Пренн)      |
| Halloween                 | 25 октября 2016  | Тень              | Лори Строуд                      | Переулок Лэмпкин (Хэддонфилд)                          |
| Of Flesh and Mud          | 9 декабря 2016   | Ведьма            | Эйс Висконти                     | Бледная роза (Гнилое болото)                           |
| Left Behind               | 8 марта 2017     | —                 | Уильям «Билл» Овербек            | —                                                      |
| Spark Of Madness          | 11 мая 2017      | Доктор            | Фенг Мин                         | Лечебный зал (Мемориальный институт Лэри)              |
| A Lullaby for the Dark    | 27 июля 2017     | Охотница          | Дэвид Кинг                       | Обитель матери (Красный лес)                           |
| Leatherface               | 16 сентября 2017 | Каннибал          | —                                | —                                                      |
| A Nightmare on Elm Street | 27 октября 2017  | Кошмар            | Квентин Смит                     | Детский сад Бэдхем (Спрингвуд)                         |
| Saw                       | 23 января 2018   | Свинья            | Детектив Тэпп                    | Игра (Мясокомбинат «Гидеон»)                           |
| Curtain Call              | 12 июня 2018     | Клоун             | Кейт Денсон                      | Часовня отца Кэмпбелла (Психлечебница Кротус Пренн)    |
| Shattered Bloodline       | 18 сентября 2018 | Дух               | Адам Фрэнсис                     | Семейная резиденция (Поместье Ямаоки)                  |
| Darkness Among Us         | 11 декабря 2018  | Легион            | Джефф Йохансен                   | Курорт «Гора Ормонд» (Ормонд)                          |
| Demise of The Faithful    | 19 марта 2019    | Чума              | Джейн Ромеро                     | Храм очищения (Красный лес)                            |
| Ash vs Evil Dead          | 2 апреля 2019    | —                 | Эшли Джей Уильямс                | —                                                      |
| Ghost Face                | 18 июня 2019     | Гоуст Фейс        | —                                | —                                                      |
| Stranger Things           | 17 сентября 2019 | Демогоргон        | Стив Харрингтон, Нэнси Уиллер    | Подземный комплекс (Национальная лаборатория Хоукинса) |
| Cursed Legacy             | 3 декабря 2019   | Они               | Юи Кимура                        | Прибежище гнева (Поместье Ямаоки)                      |
| Chains of Hate            | 10 марта 2020    | Стрелок           | Зарина Кассир                    | Салун «Мертвяк вусмерть» (Могила в Гленвейле)          |
| Silent Hill               | 16 июня 2020     | Палач             | Шерил Мейсон                     | Начальная школа Мидвича (Сайлент Хилл)                 |
| Descend Beyond            | 8 сентября 2020  | Мор               | Феликс Рихтер                    | —                                                      |
| A Binding of Kin          | 1 декабря 2020   | Близнецы          | Элоди Ракото                     | —                                                      |
| All-Kill                  | 30 марта 2021    | Трюкач            | Ли Юнчин                         | —                                                      |
| Resident Evil             | 15 июня 2021     | Немезис           | Леон С. Кеннеди, Джилл Валентайн | Полицейский участок Раккун-Сити (Раккун-Сити)          |
| Hellraiser                | 7 сентября 2021  | Сенобит           | —                                | —                                                      |
| Hour of the Witch         | 19 октября 2021  | —                 | Микаэла Рид                      | —                                                      |
| Portrait of a Murder      | 1 декабря 2021   | Художница         | Хонас Васкес                     | Воронье гнездовье (Заброшенное кладбище)               |
| Sadako Rising             | 8 марта 2022     | Онрё              | Ёити Асакава                     | —                                                      |
| Roots of Dread            | 7 июня 2022      | Грязь             | Хэдди Каур                       | Сад счастья (Зачахший остров)                          |
| Resident Evil: Project W  | 30 августа 2022  | Кукловод          | Ада Вонг, Ребекка Чемберс        | —                                                      |
| Forged in Fog             | 22 ноября 2022   | Рыцарь            | Витторио Тоскано                 | Разрушенная площадь (Разоренная деревушка-борго)       |
| Tools Of Torment          | 7 марта 2023     | Торговка черепами | Талита Лира, Ренато Лира         | —                                                      |
| End Transmission          | 13 июня 2023     | Сингулярность     | Габриэль Сома                    | Площадка Тоба (Заросли Дварки)                         |
| Nicolas Cage              | 25 июля 2023     | —                 | Николас Кейдж                    | —                                                      |
| Alien                     | 29 августа 2023  | Ксеноморф         | Эллен Рипли                      | Крушение «Ностромо» (Заросли Дварки)                   |
| Chucky                    | 28 ноября 2023   | Хороший парень    | —                                | —                                                      |
| Alan Wake                 | 30 января 2024   | —                 | Алан Уэйк                        | —                                                      |
| All Things Wicked         | 12 марта 2024    | Неведомое         | Сейбл Уорд                       | Площадь Гринвилла (Зачахший остров)                    |
| Dungeons & Dragons        | 3 июня 2024      | Лич               | Аэстри Язар, Баэмар Ураз         | Забытые руины (Разоренная деревушка-борго)             |
| Tomb Raider               | 16 июля 2024     | —                 | Лара Крофт                       | —                                                      |
| Castlevania               | 27 августа 2024  | Темный властелин  | Тревор Бельмонт                  | —                                                      |
| Doomed Course             | 28 ноября 2024   | Егерь             | Тори Кейн                        | —                                                      |
| Tokyo Ghoul               | 2 апреля 2025    | Гуль              | —                                | —                                                      |
| Steady Pulse              | 6 мая 2025       | —                 | Орела Роуз                       | —                                                      |
| Five Nights at Freddy’s   | 17 июня 2025     | Аниматроник       | —                                | Пиццерия Фредди Фазбера (Зачахший остров)              |
| The Walking Dead          | 29 июля 2025     | —                 | Рик Граймс, Мишон Граймс         | Павший приют (Зачахший остров)                         |

### Дополнительный контент
| Название              | Дата выхода      | Описание                                                                              |
| --------------------- | ---------------- | ------------------------------------------------------------------------------------- |
| The 80’s Suitcase     | 23 сентября 2016 | Добавлена новая одежда для выживших в стиле восьмидесятых                             |
| The Bloodstained Sack | 18 ноября 2016   | Добавлена новая одежда и маски для убийц                                              |
| Headcase              | 8 июня 2017      | Добавлены две причёски всем основным персонажам, кроме Лори Строуд и Уильяма Овербека |
| Charity Case          | 10 августа 2017  | Добавлены 20 новых предметов одежды и 6 эксклюзивных скинов                           |

## Продажи
Летом 2018 года, благодаря уязвимости в защите Steam Web API, стало известно, что точное количество пользователей сервиса Steam, которые играли в игру хотя бы один раз, составляет 5 757 369 человек.

## Оценки и мнения
| Сводный рейтинг    | Сводный рейтинг                     |
| Агрегатор          | Оценка                              |
| ------------------ | ----------------------------------- |
| Metacritic         | PC: 71/100 PS4: 64/100 XONE: 58/100 |
| Иноязычные издания |                                     |
| Издание            | Оценка                              |
| GameSpot           | PC: 6/10                            |

По данным агрегатора рецензий Metacritic, Dead by Daylight первоначально получила «посредственные или смешанные» оценки обозревателей.

## Франшиза

### Спин-оффы

#### Hooked on You: A Dead by Daylight Dating Sim
Визуальная новелла-симулятор свиданий была выпущена 3 августа 2022 года. В 2021 году компания Behavior Interactive провела опрос, посвящённый Dead by Daylight, в ходе которого фанатам в том числе был задан вопрос о том, какой жанр следует компании исследовать в будущем с участием персонажей Dead by Daylight. Одним из возможных вариантов ответа был симулятор свиданий. 22 февраля 2022 года выяснилось, что 16 февраля Behavior Interactive подала заявку на регистрацию товарного знака для проекта под названием Hooked on You: A Dead by Daylight Dating Sim. В описании товарного знака было указано, что он распространяется на видеоигры, а также на комиксы и графические романы. Официальный анонс игры был сделан 17 мая 2022 года во время прямой трансляции от разработчиков. Симулятор свиданий — это визуальная текстовая игра в стиле аниме, созданная в сотрудничестве с Psyop. Hooked on You позволяет игроку встречаться с четырьмя оригинальными убийцами из Dead by Daylight: Охотником, Призраком, Охотницей и Духом. Игрок же управляет оригинальным Выжившим, таким как Дуайт или Клодетт.

#### The Casting of Frank Stone
19 мая 2023 года было анонсирована интерактивная игра The Casting of Frank Stone от студии Supermassive Games, известной по Until Dawn, The Quarry и серии The Dark Pictures. В ней игрокам предстоит неоднократно принимать решения, находясь при этом на грани жизни и смерти. Выход игры состоялся 3 сентября 2024 года.

#### Многопользовательская кооперативная игра
Также 19 мая 2023 года была анонсирована многопользовательская кооперативная PvE игра от Midwinter Entertainment, «затрагивающая темы жадности и жажды власти». В ней команды до четырёх человек будут сражаться с врагами в «новом странном уголке царства Сущности».

### Настольная игра
Адаптация настольной игры Dead by Daylight: The Board Game была создана компанией Level 99 Games и распространена компанией Asmodee в США. В игре представлены оригинальные персонажи вплоть до главы All Kill из оригинальной видеоигры: один игрок берёт на себя роль убийцы, а два-четыре других игрока берут на себя роль выживших. Игроки используют перки, предметы, реквизит и силы, чтобы перемещаться по карте, чтобы либо починить генераторы и сбежать, либо выследить и убить выживших. После успешной кампании по сбору средств на Kickstarter игра была выпущена 7 апреля 2023 года.

### Комиксы
29 октября 2022 года Behavior Interactive опубликовала в Twitter анонс серии комиксов о четырёх членах «Легиона», в которой подробно описана их предыстория. Комиксы были опубликованы Titan Comics, написан Надей Шаммас, иллюстрирован Диллоном Снуком и раскрашен Эмилио Лечче. Первый выпуск вышел 14 июня. Приквел описывает события, действия которых происходят до того, как они стали убийцами.

### Экранизация
В марте 2023 года издание Variety сообщило, что Джейсон Блам и Джеймс Ван работают над экранизацией через свои компании Blumhouse Productions и Atomic Monster соответственно вместе с Behavior Interactive.